# 霍尊
霍尊（1990年9月18日—），中国男歌手。2014年，凭借原创作品《卷珠帘》在《中国好歌曲》第一季中获得全國總決賽冠军。并在首唱《卷珠帘》13天后，登上2014年马年央視春晚，演唱《卷珠帘》。迄今为止，共发行三张个人专辑（2014年，个人首张EP《恰好》；2015年5月，首张专辑《天韵•霍尊》； 2018年12月，专辑《玩乐》；2020年11月2日，专辑《归一》。）
2023年3月，霍尊开通官方油管频道，与粉丝沟通。

## 生平
霍尊的父亲火风是中国大陆著名歌手，因《大花轿》《开门红》而闻名。母亲仲小萍，曾是太平洋艺术团的亚洲歌手，现父母已离异。其母为照顾霍尊，退出歌坛。母亲也是他音乐启蒙老师。

### 少年时期
霍尊的幼年喜爱迈克尔·杰克逊与母亲最喜爱的邓丽君等歌手的歌曲。此外，他深受中孝介影响，曾学习岛呗。
他初中开始学习钢琴演奏，能演奏李斯特练习曲 ，并获得不少奖项。

### 大学时光
2009年，霍尊考入上海大学自主招生国外学位项目的本硕直通模式班。
大学期间，他凭借钢琴演奏，多次在校内外获奖。2011年，霍尊在酒吧驻唱时，经老板推荐，签约环球唱片旗下一家公司。并在完成学业，获得工商管理学位后正式出道。

## 演艺经历

### 步入歌坛
2012年夏，霍尊正式出道。以其清澈纯净，温柔治愈的独特声线在《声动亚洲》节目中，成为《声动亚洲》前三强，获荣耀之星。
2013年9月，霍尊参加浙江卫视举办的节目《我不是明星》期间，他与毛宁合作《黄昏放牛》、与龚琳娜合作《金箍棒》《茉莉花》，以及与齐豫合作《月亮代表我的心》。

### 成名于原创
2014年1月，霍尊参加《中国好歌曲》，演唱了原创曲目《卷珠帘》，收获极大反响。刘欢曾为之落泪，说“你的歌让我非常感动，我本身都没有想到，我现在坐在这儿，竟然还有一首歌让我听到一半，就Hold不住了，太好了，我们都没有白来！”
霍尊在接受采访时表示，《卷珠帘》的创作灵感源自爱尔兰动画片《凯尔经的秘密》，其在一刻钟内完成旋律之后邀请友人填词；并表示曲名取自《滕王阁序》中“画栋朝飞南浦云，珠帘暮卷西山雨”一句。
2014年1月30日，霍尊受邀登上央视春晚舞台，唱响《卷珠帘》。2014年3月21日，霍尊在中国好歌曲的决赛中与费玉清合作演绎《卷珠帘》，获得中国好歌曲第二季冠军，《卷珠帘》获得年度歌曲称号。

### 结缘戏曲
2014年，在天津卫视《国色天香》第一季节目中，霍尊用京剧男旦形式翻唱演绎了《千里之外》、《烟花易冷》、《美丽的神话》、《我是霍尊》、《凤凰于飞》、《因为爱情》、《在那桃花盛开的地方》、《时间都到哪儿去了》、《Time To Say Goodbye》等歌曲。他扮相俊美，气场十足，声音干净空灵，受到戏曲界宋小川，小香玉等老师的肯定。最终他在总决赛中，赢得了冠军，霍尊获得2014年度“戏曲之王”。
2014年12月9日，京剧表演艺术家梅葆玖先生担任艺术总监的原创舞剧《梅兰芳》在北京公演，通过舞剧音乐表现“戏曲大艺术家”对京剧艺术的不倦追求。霍尊应邀献唱由国家一级作曲刘彤和著名词作家妮南共同创作的主题歌《花雅禅》，致敬一代京剧大师，浓墨重彩的渲染了舞剧氛围，进一步升华了舞剧的主题。

### 演唱会
在2014年10月25日的红牛不插电南京站，霍尊举办专场音乐秀,用代表作《卷珠帘》以及包括《花心》、《天涯歌女》、《茉莉花》、《套马杆》、《月亮代表我的心》等十数首歌演绎了“中国风”作品。
2016年9月，于人民大会堂举办个人首场演唱会。
2024年7月13日，霍尊在福州复出之后首场个唱"山木演唱会"。

### 海外演出
2015年春节期间，霍尊先后在美国和加拿大两地春节联欢晚会上献唱。纽约当地时间2月12日晚，首届《联合国中国春晚》在纽约联合国总部开演，联合国主要官员和47个国家驻联合国代表出席观看，霍尊演唱了成名作《卷珠帘》。温哥华当地时间2月22日晚，在奥芬剧院“福满温诚——2015大温羊年春晚”的演唱会上，陆港台明星联袂演出，霍尊献唱《卷珠帘》、《茉莉花》和《传奇》，全场山呼海啸，反应热烈。
2023年12月，霍尊在拉斯维加斯圣诞节演唱会上献声。

### 主持人
2018年11月起担任爱奇艺《国风美少年》节目嘉宾“国风召集人”。

## 爭議

### 陳露爆料
2021年8月10日，陈露在新浪微博發文爆料霍尊的私生活問題，表示自己在2020年9月和霍尊分手，指控霍尊出軌、約炮多名女性。
8月12日，陈露再次发布长文，并曝光了此前提到的霍尊的聊天记录，其中包括了霍尊（网名：柳下惠本尊）在名为“沪上情欲流”的微信群中的聊天记录截屏。陈露在文中指出霍尊用“小琵琶精”、“小古筝精”的称呼调侃女性，并表示“这些不知情的女性被你作为意淫和享乐的对象”。在陈露曝光的图片中，霍尊提及自己曾与“小琵琶精”在私人影院发生性关系；陈露还指出“他们和群友约着要去东欧嫖娼”。陈露在文中表示，霍尊在与别人谈恋爱期间，自己曾遭受霍尊朋友们的囚禁、打压、恐吓。
媒體根據霍尊的聊天記錄判斷歌手平安（网名：X蜜）、钢琴家宋思衡（网名：柳衡铁路）、作词人田辰明、《卷珠帘》制作人田汨、音乐人薛钦之等人可能在“沪上情欲流”聊天群中。同時有網友指出“小琵琶精”是练习琵琶18年，参与国乐大典节目录制的施冰岚，还援引霍尊化妆师的微博言论，指出霍尊于2020年9月18日与陈露分手，同年9月底霍尊参与广东卫视《国乐大典》录制后与施冰岚走到了一起。

### 陳與霍協商
陳露提及雙方分手後以霍尊私下聊天记录与其面谈时，霍尊提出以三百万元封口，但陳露不想接受對方的要求，便提出九百万讓霍尊知難而退，但霍尊同意九百万並签订了协议。陳露表示九百万的金額源自两人交往期间其给霍尊至少花费了两三百万，加上霍尊承诺购买的婚房价格而得来。陈露還提及其在签订协议后曾遭受霍尊女性好友与律师的施压、恐吓，要求陳露放棄協議並删除所有的爆料。最後陳露表示此前的协议因霍尊违约而失效。

### 霍尊回應
2021年8月11日下午，霍尊文化传播工作室发布霍尊手写信，信中透露霍尊与陈露的恋情始于2013年5月，结束于2020年9月，并表示“希望我们都幸福”。
8月14日晚间，霍尊通过霍尊文化传播工作室发布声明，向其支持者、父母、家人和朋友们、粉丝和社会大众道歉，并宣布告别演艺工作。霍尊在声明中反駁了陳露的爆料，指恋爱初期以AA制承担两人的花费，2014年霍尊出名后曾定期给陈露打零花钱，表示“不知道这两三百万从何而来”；并表示与陈露的八年恋爱期间里从未出轨、约炮。就聊天群一事，霍尊表示是自己拉拢他人入内，其艳遇等性话题的言论是为体现自己“见多识广”。就协议、律师逼迫一事，霍尊在声明中表示，2021年5月陈露邀约霍尊面谈，并在面谈后签约给陈露打款共计58万，事后霍尊认为陈露此举涉嫌敲诈勒索，遂请律师与朋友同行前往劝说陈露停止索要钱款。

### 陈露涉嫌敲诈勒索被警方逮捕
2021年11月16日，霍尊本人向封面新闻记者证实，他与家人已于8月下旬向上海警方报案。上海警方于9月18日正式立案。
12月22日，陈露因涉嫌敲诈勒索，被上海市公安局徐汇分局采取取保候审的刑事强制措施。北京市京师（上海）律师事务所侯朝辉律师表示，陈露以条件威胁霍尊索要赔偿的行为构成敲诈勒索，且数额已达到“特别巨大”的范围，可判处十年以上有期徒刑。陈露的微博也已经被屏蔽。
2022年12月22日，陈露涉嫌敲诈勒索案被移送至上海市徐汇区人民检察院，进入审查起诉阶段。
2023年3月27日，名叫“独立平”的知情人士透露了案件最新情况：称犯罪嫌疑人已经于去年十二月前就递交了悔过书，附在案卷里，为的是求得受害者谅解，以获取轻判。

### 影响与后续
事件曝光后，霍尊暂时退出了《披荆斩棘的哥哥》和《拳力以赴的我们》的节目录制。2023年，霍尊复出。

## 歌曲作品

#### 专辑
| 名称          | 收录歌曲 | 发行日期   |
| ------------- | --- | ---------- |
| 《天韵·霍尊》 | 《不送贴》《恰好》《卷珠帘》《玫瑰堡垒》《花雅禅》《蝶》《唐诗》《木棉》《卷珠帘》（钢琴版）《七朵莲花》                    | 2015-05-18 |
| 《玩乐》      | 《醒》《穿越吧！猛犸》《少女与海》《追风筝的人》《伶仃》《未摘花》《九色鹿》《梨花颂》《太极·禅》《泽泊》《九色鹿》（伴奏） | 2018-12-18 |
| 《归一》      | 《星落》《不死鸟》《IDUN》《自定义少女》《我自以为》《宅歌》《夕阳下的奔跑》《游园三月初九》《归一》《幼虫》                | 2020-11-02 |

#### 独立单曲
| 歌曲名       | 发行日期   | 备注                       |
| 不送帖       | 2015-05-18 | 作曲、演唱                 |
| 蝶           | 2015-05-18 | 作曲、演唱                 |
| 木棉         | 2015-05-18 | 作曲、演唱                 |
| 醒           | 2018-12-18 | 作曲、演唱（重新填词编曲） |
| 穿越吧！猛犸 | 2018-03-08 | 作曲、演唱                 |
| 少女与海     | 2018-01-05 | 作曲、演唱                 |
| 伶仃         | 2018-05-29 | 作曲、演唱                 |
| 未摘花       | 2018-08-03 | 作曲、演唱                 |

#### 電影、电视剧主题曲、插曲
| 歌曲名                     | 来源                                         | 备注             |
| 玫瑰堡垒                   | 电影《深夜前的五分钟》主题曲                 | 演唱             |
| 花雅禅                     | 舞剧《梅兰芳》主题曲                         | 演唱             |
| 《唐诗（A Poem of Tang）》 | CCTV 15《一次旅行一首歌·探访古城西安》主题曲 | 作曲、演唱       |
| 之子于归                   | 电视剧《华胥引之绝爱之城》主题曲             | 演唱             |
| 伊人如梦                   | 电视剧《芈月传》前期片尾曲                   | 演唱             |
| 梨花落                     | 电视剧《寂寞空庭春欲晚》插曲                 | 作曲             |
| 惜春词                     | 电视剧《寂寞空庭春欲晚》插曲                 | 作曲、演唱       |
| 离思                       | 电视剧《青云志》插曲                         | 作曲、演唱       |
| 孤芳不自賞                 | 电视剧《孤芳不自賞》主題曲                   | 演唱、和声       |
| 素顏                       | 电视剧《大唐榮耀》插曲                       | 作曲、演唱、和声 |
| 风语咒                     | 动画电影《风语咒》主题曲                     | 作曲、演唱、和声 |
| 桃花雨                     | 电影《三生三世十里桃花》片尾曲               | 演唱             |
| 天地有灵                   | 电影《捉妖记2》推广曲                        | 演唱             |
| 焚城雪                     | 电视剧《人生若只如初见》片头曲               | 演唱             |
| 湖山记                     | 纪录片《孤山路32号》主题曲                   | 演唱             |
| 离恨词                     | 网络剧《大唐魔盗团》主题曲                   | 演唱             |
| 傳聞                       | 网络剧《傳聞中的陳芊芊》片尾曲               | 演唱             |
| 遇萤                       | 电视剧《遇龙》主题曲                         | 演唱             |

#### 其他商业合作
| 歌曲名      | 来源                                                | 备注             |
| 放开那三国  | 游戏《放开那三国》主题曲                            | 作曲、演唱       |
| 时光不忘    | 游戏《QQ三国》九周年庆典主题曲                      | 演唱             |
| 梦诛缘·夏聚 | 游戏《梦幻诛仙》夏季插曲                            | 作曲、演唱       |
| 离人泪      | 游戏《寻仙》十周年主题曲                            | 演唱             |
| 世外蓬莱    | 游戏《劍俠情緣3》年度资料片《剑网3·世外蓬莱》主题曲 | 演唱             |
| 庄周        | 游戏《王者荣耀》英雄庄周主打歌                      | 作曲、演唱、和声 |
| 食物語      | 游戏《食物語》主題曲                                | 演唱             |

### 综艺节目
- 2012年《声动亚洲》东方卫视亚洲大型歌唱比赛演绎曲目《各自远扬》《传奇》《茉莉花》《我愿意》《但愿人长久》《无与伦比的美丽》《Scarborough Fair》《我只在乎你》《离人》《童神》《醒》《我的城》《记得》《我的未来不是梦》《听说爱情回来过》《Can I Have This Dance》
- 2012年《全城热恋》东方卫视“说出你的爱”七夕特别节目。
- 2012年《东方直播室》东方卫视新闻专题节目特别节目《我为梦狂》。
- 2012年《文化主题之夜》东方卫视艺术人文频道节目：这个夏天，他们《声动亚洲》。
- 2012年《声动之路》东方卫视《声动亚洲》节目专访。
- 2012年《星光现场》上海艺术人文频道综艺节目，专访。
- 2012年《正大综艺》央视综艺益智栏目，正大综艺：墙来啦。霍尊所在的红队与蓝队进行多轮比赛。
- 2012年《开心辞典》央视《开心辞典》特别节目：开心歌迷汇。PK赛中演唱《我愿意》《我的歌声里》《水手》
- 2012年《魔法偶像》东方卫视艺术人文频道魔术真人秀节目。与魔术师周宇合作表演节目《花儿与少年》。
- 2012年《上海外语频道(ICS)五周年庆典晚会》演唱《茉莉花》。
- 2013年《男人帮》东方卫视元旦特别节目。表演小品《相亲》，与陈宛青合唱《屋顶》。
- 2018年《歌手2018》
- 2018年《2018湖南衛視中秋之夜》
- 2018年《国风美少年》
- 2018年《快乐大本营》湖南卫视综艺，担任嘉宾，演唱《太极·禅》，并为鞠婧祎陶笛伴奏。
- 2020年《我是唱作人2》
- 2020年《新手驾到》
- 2020年《经典咏流传-第三季》央视诗词音乐文化节目，霍尊演唱苏轼的经典词作《浣溪沙》
- 2020年《宝贝有戏·天籁童声》芒果TV少儿音乐治愈系综艺节目，担任飞行辅导员，演唱《卷珠帘》《天行九歌》。
- 2020年《天下3-12周年庆典》演唱《一记山海》，《星落》，《卷珠帘》。
- 2020年《启航2021——中央广播电视总台跨年盛典》演唱《一眼千年》
- 2020年《四川卫视花开天下跨年演唱会》演唱《不死鸟》《卷珠帘》
- 2021年《国乐大典第三季》广东卫视一档以民乐演奏为题材的原创音乐竞演节目。霍尊担任寻乐人。
- 2021年《天天向上》“开年大戏”京剧《霸王别姬》霸王
- 2021年《披荆斩棘的哥哥》

### 影视作品
2013年霍尊出演《从哪里来 到哪里去》。霍尊出演一名流浪歌手。同时，他创作并演唱了本片的主题曲《对鸟》。
作为主角出演《花落梦深处》，2018年在优酷播出。

## 主要奖项
- 2012年夏，《声动亚洲》前三强，获荣耀之星。[10]
- 2014年3月21日，中国好歌曲第一季夺冠，《卷珠帘》赢得年度歌曲称号。[43]
- 2014年4月19日，天津卫视《国色天香》第一季冠军，获称年度“戏曲之王”[16]。
- 2014年8月9日，中央电视台“全球华人音乐榜上榜”，《恰好》夺冠。
- 2014年12月10日，深圳卫视《青春的选择年度盛典》，《卷珠帘》获得“年度神曲奖”。
- 2014年12月13日，中央电视台音乐频道《全球中文音乐榜上榜》，《玫瑰堡垒》获得第二名。
- 2014年12月23日，《卷珠帘》入选中央电视台音乐频道《十大中文金曲》。
- 2014年12月27日，中央电视台音乐频道，获称《光荣绽放2014十大新锐歌手》[44]。
- 2015年1月16日，出席《南方人物周刊》中国魅力榜颁奖盛典，获“天籁之魅”称号。[45]
- 2015年，凭借《卷珠帘》获得2015年华语金曲奖“全国最佳创作歌手”[46]。
- 2015年3月30日，凭《卷珠帘》拿下第22届东方风云榜最佳作曲和年度十大金曲奖项。[47]
- 2016年，首张专辑《天韵•霍尊》于获得第六届MusicRadio全球流行音乐金榜“年度最具潜力创作歌手”奖[3]。
- 2017年，获MTV欧洲音乐奖“EMA大中华区最受欢迎艺人”奖[48]。
- 2018年，入选音乐领域“2018福布斯中国30位30岁以下精英榜”[48]。